# Sandra Palmer
Sandra Palmer, née le 10 mars 1943 à Fort Worth (États-Unis), est une golfeuse professionnelle américaine.
Elle y est l'une des meilleures golfeuses du circuit dans les années 1960, 1970 et 1980 remportant deux tournois majeurs, le Championnat Titleholders en 1972 et l'Open américain et 1975, et compte au total vingt-huit victoires professionnelles dont dix-neuf sur le circuit LPGA. Elle est désignée « Joueuse de l'année de la LPGA » (« Player of the Year ») en 1975.
Elle intègre le World Golf Hall of Fame en 2023.

## Palmarès

### Victoires professionnelles
| N° | Date       | Circuit principal | Tournoi                  | Score           | Par | Marge    | Finaliste                             |
| -- | ---------- | ----------------- | ------------------------ | --------------- | --- | -------- | ------------------------------------- |
|    | 29/05/1972 | LPGA              | Championnat Titleholders | 71-68-72-72=283 | - 1 | 10 coups | Judy Rankin Mickey Wright             |
|    | 20/07/1975 | LPGA              | Open américain           | 78-74-71-72=295 | + 7 | 4 coups  | JoAnne Carner Nancy Lopez Sandra Post |